# Élections sénatoriales togolaises de 2025
Les élections sénatoriales togolaises de 2025 ont lieu le 15 février 2025 afin d'élire au scrutin indirect les 41 des 61 membres du Sénat du Togo. Il s'agit des premières sénatoriales de l'histoire du pays.
Le scrutin est boycotté par les partis de l'opposition qui dénoncent la révision constitutionnelle de 2024 en passant le pays d'un régime présidentiel à un régime parlementaire et permettant au président Faure Gnassingbé de rester au pouvoir.
Les résultats donnent sans surprise une large victoire au parti présidentiel de l'Union pour la République avec 34 des 41 sièges élus.

## Contexte

### Établissement du bicamérisme en 2002
Depuis son indépendance en 1960, les Constitutions successifs — de 1960, 1963, 1979 et 1992 — ont dotées le Togo d'un parlement monocaméral. La création d'une chambre haute dans le pays est opéré sous la présidence de Gnassingbé Eyadéma, par une révision de la Constitution de 1992, entrée en vigueur le 31 décembre 2002, qui marque le passage du pays d'un régime semi-présidentiel à présidentiel.
Cette révision vise principalement à permettre à Gnassingbé Eyadéma de se représenter à la présidence de la République pour un nombre de mandat illimité. Elle voit aussi une innovation majeure avec l'établissement d'un parlement de forme bicamérale composé de l'Assemblée nationale qui devient la chambre basse et le Sénat, sa chambre haute,.
La mise en place du Sénat n'est cependant jamais effectué malgré l'adoption de la loi organique de 2003 fixant sa composition. Sa suppression est même envisagée un temps. Cependant, il voit son existence maintenu par la révision constitutionnelle de 2019 qui permet à Faure Gnassingbé, fils et  successeur de Gnassingbé Eyadéma, de se représenter à la présidence.

### Révision constitutionnelle de 2024

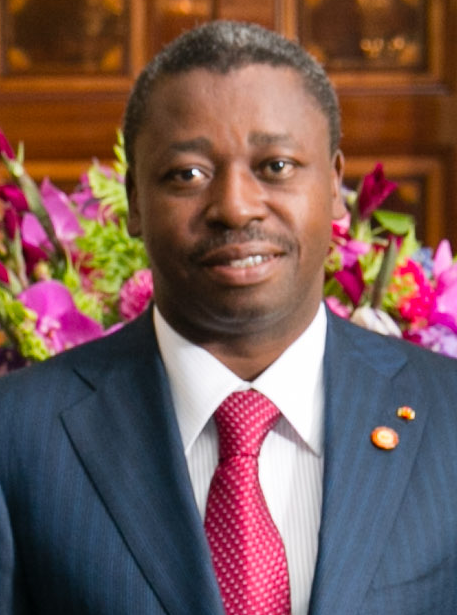
Faure Gnassingbé

Courant mars 2024, l'Assemblée nationale adopte une révision constitutionnelle qui inaugure le passage à une Cinquième République. La révision modifie en profondeur la forme de l'État, qui passe d'un régime présidentiel où le président de la République est élu au scrutin direct pour un maximum de deux mandats de cinq ans et concentre le pouvoir exécutif avec un Premier ministre nommé par lui, à un régime parlementaire où le président est élu pour un mandat unique de six ans au suffrage indirect et ne possède que les pouvoirs honorifiques de chef de l'État, tandis que le Premier ministre — renommé président du Conseil des ministres et désigné par l'Assemblée sans limitation de mandats — devient le réel détenteur du pouvoir exécutif en tant que chef du gouvernement. Le Sénat, toujours pas établi, voit son existence de nouveau maintenue. Le texte est voté le 25 mars par 89 voix pour, une contre et une abstention, soit la majorité qualifiée des quatre cinquièmes exigée par la Constitution de 1992,,.
La révision constitutionnelle suscite de vives critiques chez l'opposition, qui accuse Faure Gnassingbé d'avoir fait voter une « Constitution sur mesure » destinée à lui permettre de se maintenir indéfiniment au pouvoir. Le vote « en catimini » de la révision, alors même que celle-ci entraine une refonte complète des institutions et que le mandat des députés a officiellement pris fin le 31 décembre 2023, suscite particulièrement la controverse. L'opposition réclame la mise à référendum de la révision, qualifiée en l'état d'inconstitutionnelle,. Après plusieurs journées de manifestations de l'opposition que le gouvernement peine à dissiper, Faure Gnassingbé ordonne le 29 mars que le texte soit soumis à une seconde lecture « au vu de l'intérêt suscité par cette loi », sans pour autant obtenir une démobilisation de l'opposition, qui poursuit ses manifestations malgré leur interdiction par le gouvernement,,,.
La révision est finalement adoptée en seconde lecture le 19 avril, à l'unanimité des 87 députés présents. Par rapport à la première mouture du texte, la durée du mandat du président de la République élu au suffrage indirect passe de cinq à quatre ans, toujours renouvelable une fois.

### Législatives et régionales de 2024
Les élections législatives d'avril 2024 voient comme attendu, l'Union pour la République (UNIR) du président Faure Gnassingbé arrivé largement en tête avec 108 sièges sur 113,. Il remporte également 137 des 179 sièges de conseillers régionaux aux élections régionales organisées le même jour, ce qui devrait lui assurer la mainmise sur le futur Sénat,. Cette victoire de l'UNIR permet à Faure Gnassingbé de viser sans risques le poste de président du Conseil, qui lui permettrait de se maintenir au pouvoir sans limitation de durée, après dix neuf années déjà passées à la présidence de la République. L'UNIR se félicite de cette victoire écrasante qui valide la réforme constitutionnelle selon Gilbert Bawara, ministre de la Fonction publique, du Travail et du Dialogue social, et proche du président.
La réforme constitutionnelle est promulguée le 21 mai. Les dispositions provisoires permettent l'entrée en vigueur des changements d'ici un an, après l'installation du Sénat. Le gouvernement sortant démissionne le jour même,.

## Système électoral
Le Sénat est la chambre haute du parlement bicaméral togolais. Il est composé de 61 sénateurs renouvelés tous les six ans, dont 41 élus au scrutin indirect par les élus régionaux et municipaux et les 20 restant nommé par le président du Conseil des ministres. Enfin, les anciens présidents de la République et les anciens présidents du Conseil deviennent sénateurs de droit à vie, sauf en cas de renonciation. Cependant, ils ne peuvent pas faire partie du bureau du Sénat. Pour être éligible à la fonction de sénateur, il est nécessaire d'être de nationalité togolaise, d'avoir au moins 35 ans, de jouir de ses droits civils et politiques, et de résider dans le pays depuis au moins six mois avant la date de l'élection.
Les membres élus le sont au scrutin uninominal majoritaire à un tour dans les 39 circonscriptions correspondant aux préfectures du pays. Chaque circonscription élit un sénateur, à l'exception des préfecture du Golfe et d'Agoè-Nyivé, qui en élisent deux chacune. Enfin, uniquement pour ce scrutin, la nomination des vingt derniers membres est faite par le président de la République, dans le cadre des dispositions transitoires au passage à la Ve République.

## Campagne
La date des élections sénatoriales est initialement fixée le 2 février 2025 avec une campagne électorale du 17 au 21 janvier. Le 26 décembre 2024, le conseil des ministres annonce le report du scrutin pour le 15 février avec une campagne du 30 janvier au 13 février, afin de permettre une prolongation du dépôt des candidatures,. Le 20 janvier 2025, la publication de la liste définitive des candidatures donnent quatre-vingt neuf personnes en lice pour les quarante-et-un sièges de sénateurs, dont 78 proviennent de partis politiques et 11 se présentent en indépendant.
Le scrutin est boycotté par trois partis de l'opposition à l'Assemblée nationale — l'Alliance nationale pour le changement (ANC), les Forces démocratiques pour la République (FDR) et la Dynamique pour une majorité du peuple (DMP) — qui dénoncent des « fraudes » ayant permis à l'UNIR de remporter la quasi totalité des sièges lors des législatives de 2024, ainsi que le passage à la Cinquième République avec la révision constitutionnelle de 2024. Les FDR cite également l'établissement du Sénat comme un « gouffre financier » et « une maison de retraite ». L'ANC et les FDR poussent le boycott en interdisant même à leurs conseillers régionaux de participer aux élections sous peine d'exclusion de leur parti,. Cependant, l'Alliance des démocrates pour le développement intégral (ADDI), présente également à l'Assemblée, ainsi que d'autres partis de l'opposition, décide de concourir.

## Résultats
Dans les préfectures du Golfe et d'Agoè-Nyivé, les grands électeurs disposent de deux voix chacun pour élire deux candidats séparément. Ainsi, le nombre total de voix exprimées dépasse celui des votants.
|                          |                                                                     |                  |                  |        |  |
| Parti                    | Parti                                                               | Voix             | %                | Sièges |  |
|                          | Union pour la république (UNIR)                                     | 1 264            | 73,32            | 34     |  |
|                          | Bloc alternatif togolais pour une innovation républicaine (BATIR)   | 139              | 8,06             | 2      |  |
|                          | Cercle des leaders émergents (CLE)                                  | 60               | 3,48             | 1      |  |
|                          | Alliance des démocrates pour le développement intégral (ADDI)       | 35               | 2,03             | 1      |  |
|                          | Le Togo autrement (LTA)                                             | 33               | 1,91             | 1      |  |
|                          | Union des forces de changement (UFC)                                | 32               | 1,86             | 1      |  |
|                          | Mouvement patriotique pour la démocratie et le développement (MPDD) | 15               | 0,87             | 0      |  |
|                          | Parti pour la démocratie et le renouveau (PDR)                      | 12               | 0,70             | 0      |  |
|                          | Convergence patriotique panafricaine (CPP)                          | 11               | 0,64             | 0      |  |
|                          | Comité d'action pour le renouveau (CAR)                             | 10               | 0,58             | 0      |  |
|                          | Mouvement citoyen pour la démocratie et le développement (MCD)      | 6                | 0,35             | 0      |  |
|                          | Front patriotique panafricain (FPP)                                 | 5                | 0,29             | 0      |  |
|                          | Nouvel engagement togolais (NET)                                    | 2                | 0,12             | 0      |  |
|                          | Indépendants                                                        | 100              | 5,80             | 1      |  |
|                          | Sénateurs nommés                                                    | Sénateurs nommés | Sénateurs nommés | 20     |  |
| Total des voix           | Total des voix                                                      | 1 724            | 100              |        |  |
|                          |                                                                     |                  |                  |        |  |
| Votes valides            | Votes valides                                                       | 1 532            | 98,14            |        |  |
| Votes blancs et nuls     | Votes blancs et nuls                                                | 29               | 1,86             |        |  |
| Total                    | Total                                                               | 1 561            | 100              | 61     |  |
| Abstentions              | Abstentions                                                         | 145              | 8,50             |        |  |
| Inscrits / participation | Inscrits / participation                                            | 1 706            | 91,50            |        |  |

## Analyse et conséquences
Le 17 février 2025, la Commission électorale nationale indépendante (CENI) annonce les résultats provisoires qui donnent une large victoire au parti présidentiel de l'Union pour la République (UNIR) avec 34 des 41 sièges à pouvoir. Le Bloc alternatif togolais pour une innovation républicaine (BATIR) en obtenant deux et cinq autres partis un seul. Le dernier siège revient à Robert Olympia, un candidat indépendant ayant quitté l'Alliance nationale pour le changement à la suite de la décision du parti de ne pas participer à l'élection. La Cour constitutionnelle proclame les résultats définitifs le 24 février, sans qu'aucun recours n'ait été déposé.
Le 5 mars, le président de la République Faure Gnassingbé complète la composition de la chambre haute avec la nomination des 20 derniers sénateurs, dont Joseph Kokou Koffigoh, ancien Premier ministre sous la présidence de Gnassingbé Eyadéma. L'installation du Sénat est l'une des dernières étapes dans la mise en œuvre de la Constitution de 2024, l'une de ses première tâches sera en effet d'élire avec l'Assemblée nationale, un nouveau président de la République sans réel prérogatives, afin de permettre à Faure Gnassingbé de se maintenir au pouvoir en tant que président du Conseil des ministres, dans le cadre de l'établissement d'un régime parlementaire. La première législature de la chambre haute s'ouvre le 6 mars, inaugurant officiellement le passage au bicamérisme dans le pays.